# 近藤和哉
近藤 和哉（こんどう かずや）は、日本の法学者（刑事法）。神奈川大学教授。町野朔の門下生。結果無価値論者。

## 研究テーマ
環境保護、生殖医療、薬物問題対策における刑事規制のあり方、ないしはその運用のあり方。臓器移植問題、とくに臓器提供における意思要件のあり方について。

## 来歴
上智大学大学院法学研究科法律学専攻博士後期課程単位取得退学。
帝京大学福祉・保育専門学校講師。上智大学法学部助手。富山大学経済学部経営法学科専任講師、助教授。
2004年神奈川大学法科大学院助教授、2007年同准教授、2009年同教授、2018年同法学部教授。

## 著書・論文
- 『プロセス演習　刑法総論・各論』（共著）（信山社）2009年
- 「警察・検察と措置入院」ジュリスト増刊 / 『精神医療と心神喪失者等医療観察法』（有斐閣）2004年3月
- 『みぢかな刑法（総論）』（共著）（不磨書房）2004年5月
- 『環境刑法の総合的研究』（共著）（信山社）2003年
- 『みぢかな刑事訴訟法』（不磨書房）2003年6月
- 「人クローン個体の産生に対する刑事規制の検討」（単著）（法律時報75巻2号）2003年